# 哑铃星云
啞鈴星雲（也稱為「蘋果核星雲」、「梅西耶27」和「NGC 6853」）是位於星座狐狸座的行星狀星雲（圍繞白矮星的星雲），距離約1360光年。 這是查理斯·梅西耶（Charles Messier）在1764年發現的第一個這樣的星雲。它的亮度為視星等7.5，直徑約為8弧分，在雙筒望遠鏡中很容易看到。因此是業餘望遠鏡中流行的觀測目標之一。

## 形狀和尺寸
從我們的角度沿著其赤道平面觀察，啞鈴星雲的形狀看起來像一個長橢球體。1992年，莫雷諾-科拉爾（Moreno-Corral）等人計算出，從我們的距離來看，它的角度膨脹率不超過每世紀2.3 弧秒（"）。由此，可以確定其年齡上限為14,600歲。1970年，博赫斯基（Bohuski）、史密斯（Smith）和魏德曼（Weedman）發現膨脹速度為31 km/s， 給定其半短軸半徑為1.01 ly，這意味著星雲的運動年齡是9,800年。

## 結構
像鄰近的許多行星狀星雲一樣，啞鈴包含結。它的中心區域以深色和明亮的尖點結及其相關的深色尾巴為標誌（見圖）。結的外觀各不相同，從有尾巴的對稱物體到相當不規則的無尾天體。與螺旋星雲和愛斯基摩星雲類似，結的頭部有明亮的尖點，它們是局部光電離的前沿。

## 中心星
中心恆星是一顆白矮星的前身，估計其半徑為0.055±0.02 R☉ （0.13光秒）， 這使得它的大小比大多數其它已知的白矮星大。納皮沃茨基（Napiwotzki）在1999年估計它的質量為0.56±0.01 M☉。

## 外觀
| 啞鈴星雲位於夏季大三角內暗淡的星座狐狸座中。                                     |
| 它可以位於左旗五（天箭座γ）正北方幾度的天空中，靠近恆星左旗增十九（狐狸座14）。I |

啞鈴星雲可以很容易地在黑暗的天空中從雙筒望遠鏡中看到，就在小星座天箭座的上方。

## 圖集

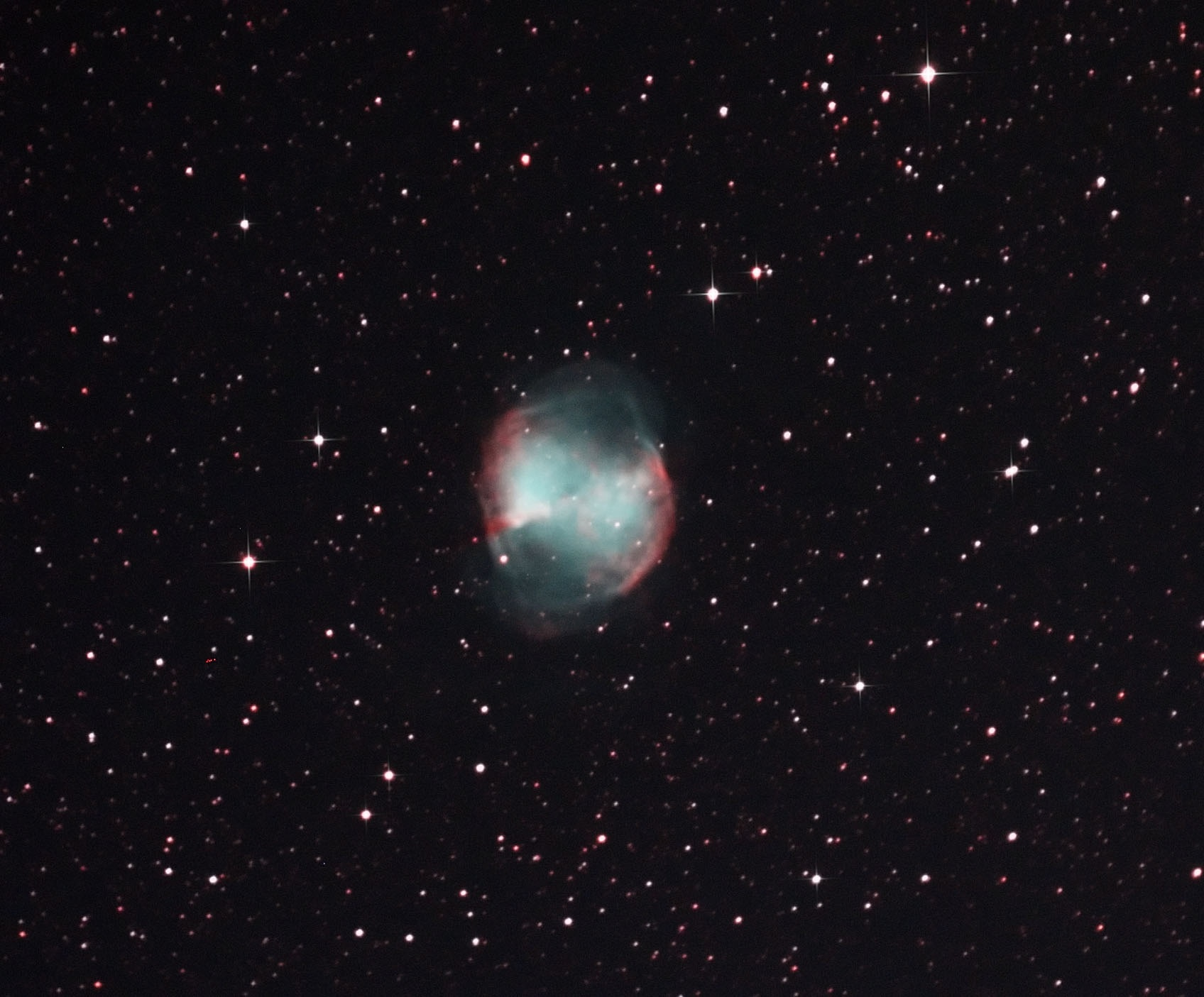
啞鈴星雲，北方斜向左上
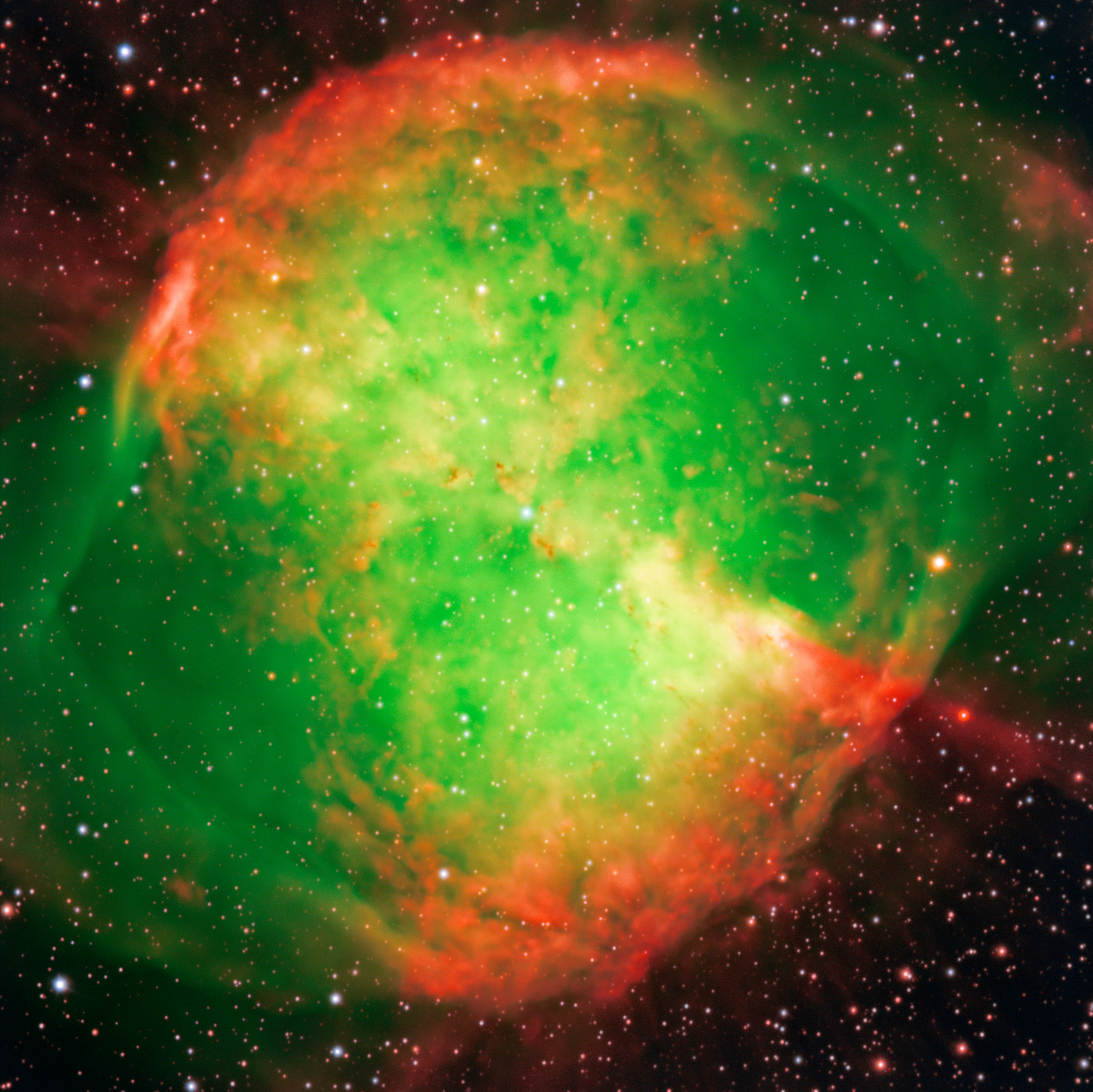
甚大望遠鏡拍攝的啞鈴星雲（M27）
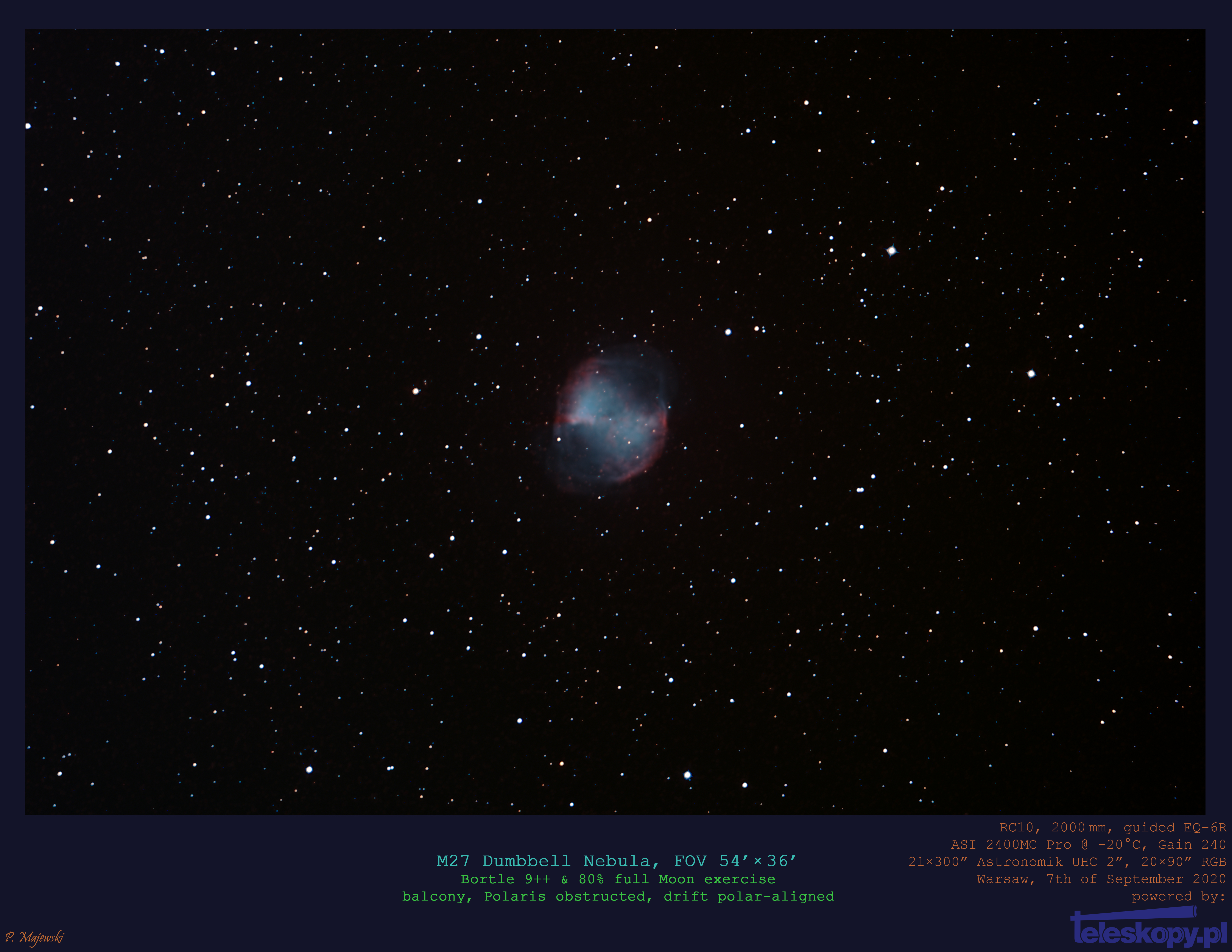
在城市中使用中等水準的業餘設備，搭配UHC濾鏡和RGB三色曝光合成拍攝的M27
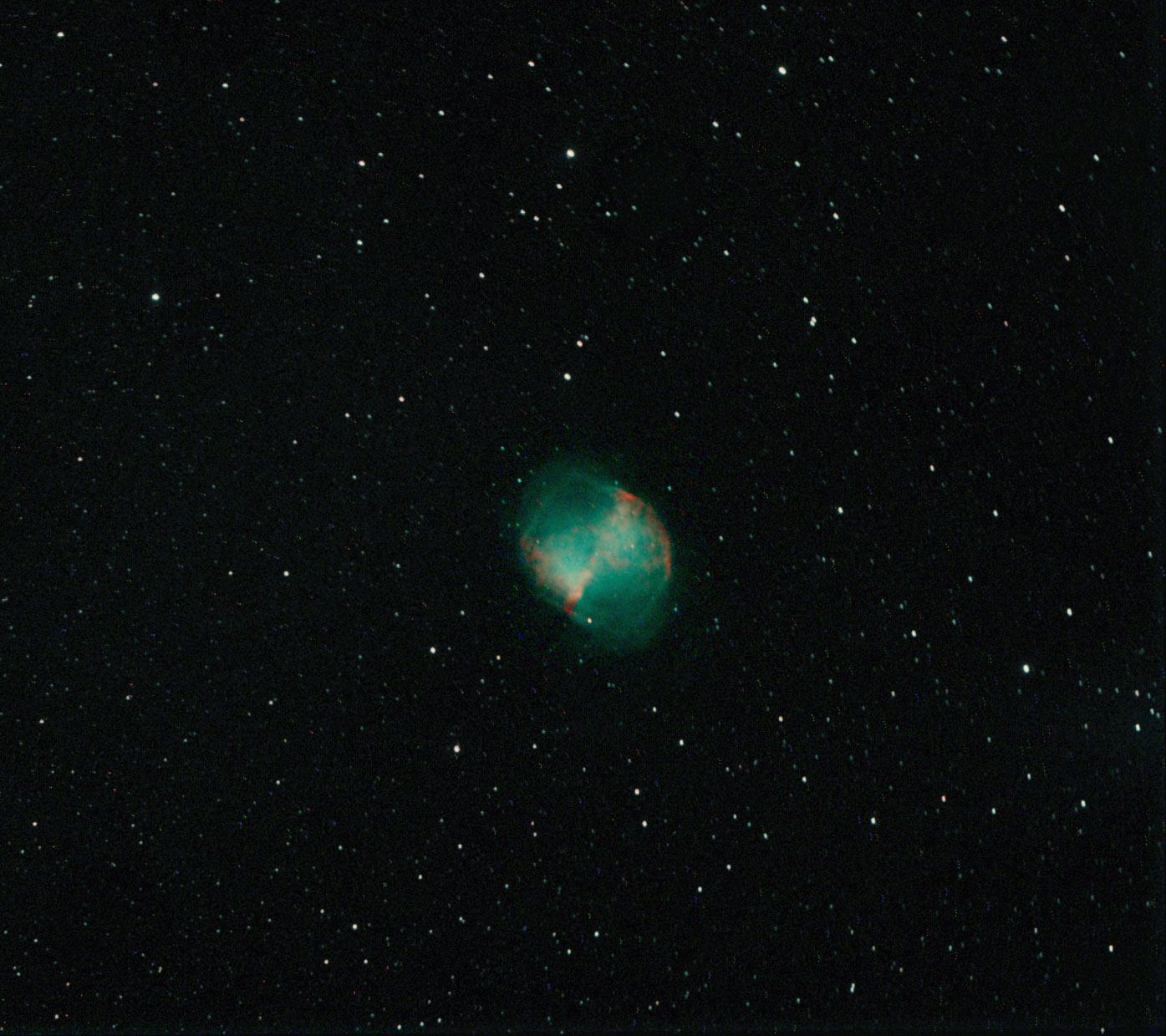
使用 5.5 英寸望遠鏡從城市郊區拍攝的M27
Skywatcher 120mm ED APO

## 註解
1. ^ Radius = distance × sin(angular size / 2) = 1240+180
−140[3] * sin(8′.0 / 2) = 1.44+0.21
−0.16 ly
2. ^ Semi minor axis = distance × sin(minor axis size / 2) = 1240+180
−140[3] × sin(5′.6 / 2) = 1.01+0.15
−0.11 ly
3. ^ Kinematic age = semi-minor axis / expansion rate = 1.01+0.15
−0.11[b] ly / 31 km/s = 9.56+1.42
−1.04×1012 km / 31[5] km/s = 3.08+0.46
−0.34×1011 s = 9800+1500
−1100 yr
4. ^ 7.5 apparent magnitude - 5 × (log10(420+50
−70 pc distance) - 1) = −0.6+0.4
−0.3 absolute magnitude

## 外部連結
- SEDS: Messier Object 27 （页面存档备份，存于）
- WikiSky上关于The Dumbbell Nebula的内容：DSS2, SDSS, GALEX, IRAS, 氢α, X射线, 天文照片, 天图, 文章和图片
- M27 on astro-pics.com （页面存档备份，存于）
- Szymanek, Nik; Merrifield, Michael. . Deep Sky Videos. Brady Haran.   [2023-08-09]. （原始内容存档于2023-08-10）.
- M27 （页面存档备份，存于）
- Dumbbell Nebula (M27) at Constellation Guide （页面存档备份，存于）